# Kingdoms of Kalamar
Kingdoms of Kalamar (littéralement les Royaumes de Kalamar) est une campagne et un univers médiéval-fantastique de jeu de rôle édité par Kenzer and Company et sorti en 1994. Peu de temps après, Wizards of the Coast a annoncé la 3e édition de Donjons et Dragons. Ils ont annoncé conjointement avec Kenzer & Company que Kenzer avait acquis une licence pour produire des documents officiels de Donjons et Dragons, en utilisant les règles de Kalamar exclusivement. Bien que n'étant pas aussi connue que l'extension Forgotten Realms, cette extension a un public fidèle et a reçu des éloges pour ses qualités de cohérence et de réalisme.
Il n'existe actuellement pas de traduction française.

## Développement
À l'origine, l'univers Les Royaumes de Kalamar était clairement destiné à être utilisé avec les règles de Donjons et Dragons, tout en évitant soigneusement toute indication de marque ou violation du copyright. Il est paru en deux livres, le Sourcebook of the Sovereign Lands (Livre de référence des Royaumes Souverains), et le Mythos of the Divine and Worldly (Mythes des Dieux et du Monde).
Alors que la distribution n'était pas très répandue, les fans de l'univers ont continué à le soutenir. Le recueil des Sovereign Lands détaille les peuples et les lieux de Tellene, le continent de la campagne, ainsi que le monde. Il découpe le continent en six grandes régions et examine chacune d'elles sur une grande échelle. 
Le Mythos décrit 43 dieux et leur culte avec une grande quantité de détails, y compris les jours fériés, les descriptions des habits ecclésiastiques, et les sacrifices associés. Il décrit également les sociétés secrètes et les bases de l'astrologie et du calendrier. 
Ces produits sont disponibles individuellement, ou ensemble dans un coffret avec une carte en deux parties.

### Années 2000
Dans la présentation actuelle, les recueils Sovereign Lands et Mythos ont été compilés avec un ajout d'environ 100 000 mots pour aboutir à la campagne Kingdoms of Kalamar qui a été nommée pour le Prix Origins du Meilleur jeu de rôle en 2001.
Alors que la plupart des livres ont été publiés avec le logo de Donjons et Dragons, les nouvelles parutions - à commencer par Svimohzia: the Ancient Isle (Svimohzia: l'ancienne île) et rééditions PDF l'ont été sans lui.
Le 11 juillet 2007, Kenzer & Company a annoncé que leur licence avec Wizards of the Coast devait expirer en août de cette année.

### Donjons et Dragons4e édition
Le 8 juillet 2008, Kenzer & Company a publié une compilation du Campaign Setting and Atlas en format PDF mis à jour pour la quatrième édition de Donjons et Dragons.
Cette version n'utilise pas, de manière notable, la Game System License de Donjons et Dragons et est la première version compatible avec la quatrième édition.  

### Kalamar et HackMaster
Le 6 juillet 2006, Kenzer & Company a annoncé que les royaumes du Kalamar serait la toile de fond officielle de la prochaine version de leur jeu de rôle HackMaster. Le premier livre de règles de cette nouvelle version, HackMaster Basic, est sorti le 19 juin 2009. 

## Univers de campagne
Le continent de Tellene est au centre des royaumes de Kalamar. Les habitants de Tellene croient que leur continent contient l'intégralité du monde, bien qu'il demeure certains soupçons quant à l'existence de terres au-delà des bords de la carte. Pour cette raison, le monde est aussi généralement dénommé Tellene.
Tellene est divisé en plusieurs sous-régions. Il s'agit notamment de Brandobia, des Jeunes Royaumes, des Terres Sauvages, de Reanaaria Bay et de l'île de Svimohzia. La pointe sud de Tellene se situe à environ 20° de latitude, tandis les terres explorées situées les plus au nord sont à environ 54° de latitude. 
Le climat varie de tempéré à subtropical. Tellene a trois lunes : Diadolai, Pelselond et Veshemo. Elles ont respectivement une période orbitale de 80, 34 et 28 jours. La plupart des Telleniens utilisent un calendrier lunaire, basé sur l'orbite de 28 jours de Veshemo. L'année se compose de 13 mois, chacun divisé en quatre semaines de 7 jours. L'année commence le premier jour du printemps. 